# Isidro Parra
Isidro Parra Molina (Alcázar de San Juan, 14 de septiembre de 1925 - Alcázar de San Juan, 25 de mayo de 2007) fue un pintor, ilustrador, grabador, muralista, decorador y diseñador publicitario español. Es conocido por su continua evolución creativa. De formación autodidacta, su obra se caracteriza por la total libertad de estilo y por la versatilidad de sus técnicas.

## Biografía
Isidro Parra Molina fue el primer hijo de seis hermanos, su padre se llamaba Pedro, ferroviario de profesión, y su madre María. Aprende de su tío Jesús Molina el manejo de la herramienta y el conocimiento de los materiales. ”Empecemos diciendo que mi vocación por la pintura es algo tan natural que no sabría decir cuando vi por primera vez un pincel, los polvos azules, ocres, el olor del aceite de linaza o el aguarrás, pues creo que los descubrí al mismo tiempo que mis manos, mis pies o mis etcéteras”. Comienza a exponer sus trabajos en exposiciones individuales y participando en certámenes españoles e internacionales, siendo su obra galardonada con diferentes premios.
En 1953 hace su primera exposición individual en la  La Económica de Jaén, y un año después se instala a vivir en Madrid para seguir con su profesión. En 1956 hace sus primeros mosaicos para la fachada de la iglesia de Villanueva de Franco y Horcajo de los Montes. También consigue el Primer Premio en óleo, Segundo de acuarela y Segundo de dibujo en la III Exposición Provincial de Arte de Alcázar de San Juan. Fue director de Arte en la agencia de publicidad Clarín, fundada en 1950 por Juan Manuel García de Vinuesa en sociedad con Torcuato Luca de Tena, por la que pasaron conocidos profesionales como Josechu Gardoqui, Antonio Mingote, José Luis Borau, Porrúa, Marçal Moliné o Manu Eléxpuru. En 1958 pintó tres murales para la creación del Pabellón de España en la Feria Internacional de Casablanca (Marruecos) y, en 1959, hizo la portada e ilustración del folleto “Andalucía”, editado por Wagons Lits/Cook. En 1962 se casa con Manuela Sanz y, en 1965 viaja a Italia. Este año consigue el Primer premio del cartel para III Semana de Estudios Folklóricos flamencos en Málaga.
En 1967 y en 1973 obtiene el “Molino de Oro”, en la Exposición Nacional de Artes Plásticas de Valdepeñas. Y, en ese último año, hace un viaje de estudio a Londres. En 1974, exposición individual Galería Columela, crítica de José Hierro. En 1975, Gran Premio de pintura del Círculo de Bellas Artes. Un año después, viaja a París. Y, en 1977, es Primera Medalla (Pámpana de oro) en la XXXVIII Exposición Nacional de Artes Plásticas de Valdepeñas. Premio Corporaciones “Retrato Manoli”, Diputación de Ciudad Real. Le siguen otras exposiciones en las galerías Fúcares, Columera, Grin-gho, Edierti, Rayuela, AELE, Westermann, Magda Belloti o Visor, entre otras.
En 1983 conoce a Salvador Spriu, hace un grabado para ilustrar uno de sus poemas y hace el cartel de la portada del programa de Feria y Fiestas de Alcázar de San Juan.  En 1984 imparte un curso de pintura en Almagro, junto a Antonio López, Joaquín Donaire y Luis García Ochoa. E inicia la técnica de grabado calcográfico.  En 1987 es Premio Internacional de grabado “Carmen Arozena”. Realiza grabado en el taller de Fernando Bellver, y libros para bibliófilos: “Don Quijote de la Mancha” en 1988,”; “Lazarillo de Tomes y de sus fortunas y adversidades” (mejor libro editado de Bibliofilia y facsímiles, otorgado por el Ministerio de Cultura) en 1991; “Animales vivos” (libro mejor editado en la modalidad Bibliofilia, Archeles) en 1998; “Guerra Independencia, 1808” grabados que ilustran el libro de Jesús de Haro, en el 2000 y en 2002 “Plata y Oro en el recuerdo”.
En los siguientes años, realiza una serie de gran formato en acrílico, “Imágenes y Semejanzas”. Y esculturas como “El camino de las estrellas, el monumento a “Pablo Iglesias” y diseña el proyecto de veletas “Los vientos de Don Quijote”, para el centenario de Don Quijote, entre otras actividades. En el 2006 comienza a hacer su casa-taller en Alcázar de San Juan en la calle Jesús Romero para instalar su Fundación, aunque el 25 de mayo del 2007 fallece.

## Obra
La obra de Isidro Parra es principalmente figurativa, y comenzó interesándose preferentemente por los grandes lienzos de muros manchegos, en composiciones limpias. Más tarde su obra fue depurándose en grandes espacios, estudiados y equilibrados, en los que se aprecian pequeños fragmentos de color. Realizó durante toda su trayectoria dibujos sencillos y de pequeño formato, de los cuales muchos giran en torno al tema de las cabezas. También dedicó gran parte de su obra a la acuarela, donde plasmó numerosos paisajes de La Mancha. Asimismo produjo grabados, donde destacan los realizados para la obra de La vida de Lazarillo de Tormes, y piezas de cerámica.

## Legado
En octubre de 2007 se empezó a catalogar e inventariar su obra y en 2009 tuvo lugar una Exposición Antológica patrocinada por el Patronato Municipal de Cultural de Alcázar de San Juan. En 2010 se creó la Fundación Isidro Parra, cuyo objetivo principal es proteger, difundir y estudiar la obra del autor y desarrollar un programa de ciclos didácticos y talleres en colaboración con instituciones educativas.

## Distinciones
- XV Exposición de Artes Plásticas de Valdepeñas, “Muchacha vestida de rojo” (Molino de honor, 1954).
- Certamen de Pintura de Alcázar de San Juan (Primer premio Acuarela, 1655).
- Certamen de Pintura de Alcázar de San Juan (Segundo Premio de Óleo, 1655).
- XII Exposición Provincial de Artes Plásticas de Albacete (Mención honorífica “Retrato de niño”, 1655).
- III Exposición Provincial de Alcázar de San Juan (Primer Premio Óleo, Segundo Premio Acuarela, Segundo Premio Dibujo, 1956).
- Certamen de Puertollano (Primer Premio de Óleo, 1961).
- Exposición Nacional de Artes Plásticas (Molino de Plata en Valdepeñas, 1962).
- Exposición Nacional de BBAA, Madrid (Medalla, 1962).
- IV Certamen Internacional de Albacete (Espiga de Bronce, 1963).
- Diputación de Ciudad Real (Premio Corporaciones, “Retrato de Manoli”, 1963).
- Concurso de Carteles de Albacete (Primer Premio, 1964).
- “III Semana de Estudios Flamencos“ Coca cola (Primer Premio Cartesl, 1965).
- Exposición Nacional de Artes Plásticas de Valdepeñas (Molino de Oro, 1967).
- Exposición Nacional de Artes Plásticas de Valdepeñas (Molino de Oro en Valdepeñas, 1973).
- XXXVIII Exposición Nacional de Artes Plásticas de Valdepeñas (“Primera Medalla” La Pampana de Oro, 1977).
- Carmen Arozena, Madrid (Primer Premio de Grabado, 1987).
- Instituto Nacional del Libro (Segundo Premio al libro “Lazarillo de Tomes” entre las publicaciones mejor editadas, 1991).
- “Madrid 92” (Premio de Grabado, 1992).
- Instituto Nacional del Libro (Primer Premio al libro “Los animales Vivos”, mejor editado, 1998).
- Exposición de BMW, Madrid (Medalla de Honor, 2000).
- Fundación Wellington (Premio de Adquisición, 2003).